# Ipolyszög
Ipolyszög is een plaats (község) en gemeente in het Hongaarse comitaat Nógrád. Ipolyszög telt 676 inwoners (2001).